# Akeridae
Akeridae é uma pequena família taxonômica de caracóis marinhos, moluscos gastrópodes marinhos pertencentes à superfamília Akeroidea, as lebres marinhas. A família, em sua grafia original "Aceridae", foi anteriormente atribuída erroneamente a Pilsbry, 1893.
Akeridae é a única família da superfamília.

## Gêneros
O único gênero da família é:
- Gênero Akera O.F. Müller, 1776 - gênero tipo[2]